# 棚橋源太郎
棚橋 源太郎（たなはし げんたろう、1869年7月16日（明治2年6月8日） - 1961年4月3日）は、理科教育指導者、博物館学者。

## 経歴
笠松県本巣郡北方村（現岐阜県本巣郡北方町）出身。東京高等師範学校卒。各県の師範学校教諭、東京高師付属小学校訓導、理科主任。1906年東京高師教授、1910年ドイツ、アメリカに留学。東京博物館(現国立科学博物館)初代館長となり、博物館事業の普及のために尽力。戦後は日本博物館協会顧問、文部省学芸員国家試験委員、立教大学博物館学講師。1958年藍綬褒章受勲。
実物を観察、実験するという直観教授法による理科・郷土科教育を実践した。1962年日本博物館協会により棚橋賞が設置された。

## 家族・親族
- 娘婿: 柴山博（鉄道・内務官僚、官選鹿児島県知事）
- 孫: 棚橋泰（運輸官僚）

## 栄典
外国勲章佩用允許
- 1927年（昭和2年）4月19日 - 千九百二十五年聖年祭記念布教博覧会功労章（ローマ法王庁）[5]

## 著作

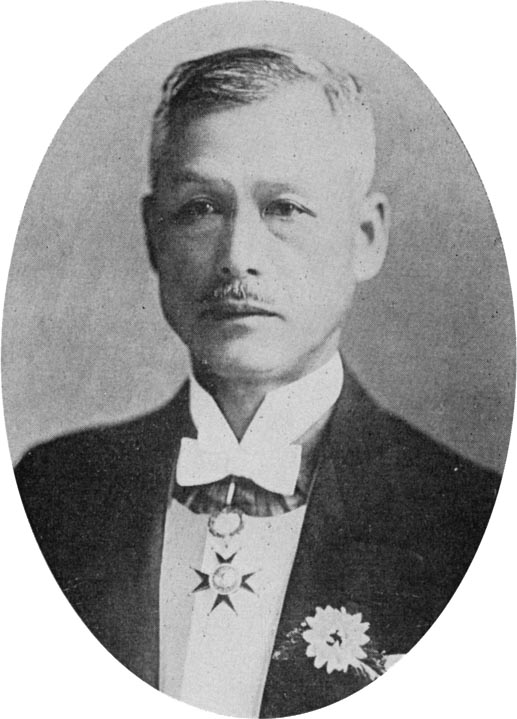
棚橋源太郎

- 『棚橋源太郎 博物館学基本文献集成』上下、青木豊編、雄山閣、2017年5月、ISBN 9784639024835 9784639024842

著書
- 『小学理科教科書』児童用4冊・教員用4冊、樋口勘次郎合著、金港堂書籍、1900年、NIER OPAC BB16234855（児童用）、NIER OPAC BB16272914（教員用）
  - 『小学理科教科書外篇』児童用・教員用、樋口勘次郎合著、金港堂書籍、1900年、NIER OPAC BB16234207・明治期教科書 EG00009377（児童用）、NIER OPAC BB16272921・明治期教科書 EG00015698（教員用）
  - 海後宗臣編纂 『日本教科書大系 近代編第二十三巻 理科（三）』 講談社、1966年7月 - 正篇児童用を収録
- 『理科教授法』 金港堂書籍、1901年7月
- 『小学 各科教授法』 金港堂書籍、1902年1月
  - 『小学 各科教授法』 金港堂書籍、1903年3月訂正再版
  - 仲新ほか編 『近代日本教科書教授法資料集成 第4巻 教授法書4』 東京書籍、1982年9月
- 『理科教授法講義要領』 宝文館ほか、1902年8月
- 『尋常小学に於ける 実科教授法講義要領』 育成会、1902年8月
- 『尋常小学に於ける 実科教授法』 金港堂書籍、1903年1月
- 『文部省講習会 理科教授法講義』 宝文館ほか、1903年4月
- New English Readers Based Upon a New Method (小学英語読本). M. C. Leonard共著、金港堂書籍、1903年4月
- 『実用教授法』 金港堂書籍、1903年6月
- 『小学校理科教授書』2冊・四箇年用4冊、金港堂書籍、1904年
- 『小学校理科筆記帳』2冊・四箇年用4冊、金港堂書籍、1904年
- 『小学校に於ける 理科教材』上下編、佐藤礼介共著、宝文館、1904年2月-1906年1月
  - 『小学校に於ける 理科教材』理化篇上下編、安東寿郎、岩本浩共著、宝文館、1908年1月-11月
- 『国定小学読本準拠 庶物標品』 日本書籍、1904年11月
  - 『国定小学読本準拠 庶物標品』 国定教科書共同販売所、1911年9月
- 『手工科教授書』 岡山秀吉共著、宝文館ほか、1905年7月
- 『小学理科教授書外篇』上下巻、金港堂書籍、1906年1月
  - 『小学理科教授書外篇』4冊、金港堂書籍、1906年4月
- 『小学校ニ於ケル学校園』 文部省普通学務局、1906年3月
- 『手工科教授細案』 岡山秀吉共著、宝文館、1906年7月
- 『理科教授法』 水野書店〈理科学講義〉、1907年12月
- 『尋常小学 理科教授書』上下巻、金港堂書籍、1908年1月-2月
- 『新理科教授法』 宝文館、1913年5月
  - 『改訂 新理科教授法』 宝文館、1918年11月訂正六版
- 『物理実験室案内』 森金次郎共著、宝文館、1914年3月
- 『博物実験室案内』 糟谷美一共著、宝文館、1914年5月
- 『学校設備用品』 教育新潮研究会〈教育新潮叢書〉、1915年8月
- 『化学実験案内』 森金次郎共著、大倉書店、1916年7月
- 『生活の改善』 教化団体聯合会〈教化資料〉、1925年4月
- 『最近独仏の国民生活に就て』 教化団体聯合会〈教化資料〉、1927年3月
- 『眼に訴へる教育機関』 宝文館、1930年11月 ／ 大空社〈博物館基本文献集〉、1990年11月
- 『日常生活の合理化』 中央教化団体聯合会〈教化資料〉、1931年10月
- 『郷土博物館』 刀江書院、1932年9月 ／ 大空社〈博物館基本文献集〉、1990年11月
- 『世界の博物館』 大日本雄弁会講談社、1947年4月 ／ 大空社〈博物館基本文献集〉、1991年7月
- 『博物館』 三省堂出版〈社会科文庫〉、1949年5月 ／ 大空社〈博物館基本文献集〉、1991年7月
- 『博物館学綱要』 理想社、1950年3月 ／ 大空社〈博物館基本文献集〉、1991年7月
- 『博物館教育』 創元社、1953年7月 ／ 大空社〈博物館基本文献集〉、1991年7月 ／ 日本図書センター〈日本現代教育基本文献叢書 社会・生涯教育文献集〉、2001年12月、ISBN 4820529625
- 『博物館・美術館史』 長谷川書房、1957年 ／ 大空社〈博物館基本文献集〉、1991年7月

訳書
- 『いー、ぴー、ひゆーす嬢 教授法講義』 本田増次郎共訳、山海堂書店、1902年8月

## 関連文献
- 棚橋源太郎氏教育功労記念会編纂 『棚橋源太郎氏と科学教育』 棚橋源太郎氏教育功労記念会、1938年9月
- 『教育研究』第486号、初等教育研究会、1938年9月
- 『Mouseion』第5号、立教大学学校・社会教育講座、1960年3月
- 『博物館研究』第34巻第6号、日本博物館協会、1961年6月
- 宮本馨太郎編 『棚橋先生の生涯と博物館』 六人社、1962年4月
- 『棚橋源太郎研究』第1号-第7号、棚橋源太郎先生顕彰・研究会、1991年9月-1992年3月
- 宮崎惇著 『棚橋源太郎 : 博物館にかけた生涯』 岐阜県博物館友の会、1992年2月、ISBN 4924386014
- 棚橋源太郎先生顕彰・研究会編 『橋源太郎先生（1869〜1961）研究資料集』 棚橋源太郎先生顕彰・研究会、1992年3月
- 斎藤修啓、鈴木一義「<研究報告>棚橋源太郎資料について : 棚橋資料目録」『Bulletin of the National Science Museum. Series E, Physical sciences & engineering』第21号、国立科学博物館、1998年、9-57頁、NAID 40005330142。
- 矢島國雄 「棚橋源太郎」（青木豊、矢島國雄編 『博物館学人物史 上』 雄山閣、2010年7月、ISBN 9784639021193）
- 青木豊 「棚橋源太郎」（青木豊、鷹野光行編 『博物館学史研究事典』 雄山閣、2017年12月、ISBN 9784639024972）